# جان وایتهد
جان وایتهد (انگلیسی: John B. Whitehead; ۱۸ اوت ۱۸۷۲ – ۱۶ نوامبر ۱۹۵۴) یک دانشمند بود.
وی همچنین برندهٔ جوایزی همچون مدال ادیسون انجمن مهندسان برق و الکترونیک شده است.